# Zirídovci
Zirídovci nebo Zirídové (arabsky الزيريون), resp. Banú Zirí (arabsky بنو زيري), byla muslimská berberská dynastie, která v době 10. až 12. století ovládala velké území severoafrického Maghrebu, tj. současného Alžírska, Ifríkíje (s centrem v současném Tunisku), Libye a části Maroka. Zirídovci byly po nějaký čas (972–1048) vazaly Fátimovského chalífátu. Zakladatel dynastie Zirí íbn Manád byl fátimovský vojevůdce, který se později stal emírem neboli vládcem nad územím Maghrebu pod Fátimovci. Poslední emír Abú al-Hasan válčil se sicilskými Normany a nucen kapitulovat během obléhání Mahdie roku 1148. Normané na dobytém území Ifríkíje vytvořili Africké království, které bylo panstvím Sicílie. Roku 1160 padlo při dobývání Almohady.